# Большеглушицкий район
Большеглуши́цкий райо́н — административно-территориальная единица (район) и муниципальное образование (муниципальный район) на юго-востоке Самарской области России.
Административный центр — село Большая Глушица.

## География
Географическое положение и природно-ресурсный потенциал.
Большеглушицкий район расположен в юго-восточной части Самарской области в 100 километрах от областного центра. Граничит с муниципальными районами Алексеевский, Нефтегорский, Волжский, Красноармейский, Пестравский, Большечерниговский и Оренбургской областью. Площадь территории — 2534 км².
Территория района входит в южную степную зону. Климат — континентальный, засушливый. Положительной чертой климата являются достаточные термические ресурсы вегетационного периода, допускающего возделывание требовательных к теплу культур.
Минерально-сырьевая база представлена такими полезными ископаемыми, как нефть, глина, пески, керамзитовое сырьё, каменная соль (неразработанное месторождение), горючие сланцы.
Территория района расположена в полосе разнотравно-ковыльно-типчаковых степей, где основные пространства занимают сухие степи. Здесь господствует в основном степной чернозёмный тип почвообразования с незначительным развитием почв солонцового типа. Древесная растительность представлена ивняком, ольхой, осокорем, осиной, вязом лиянолистным.
По территории района протекает самая извилистая река в мире Большой Иргиз с притоками Каралык, Большая Глушица, Журавлиха, Таловка. Дополнительными водными источниками в районе служат водохранилища и пруды.

## История
Район образован в 1928 году, вошедший в Средне-Волжскую область.
Упоминание о деревне Большая Глушица есть в пятой переписи населения 1794 года, в 32 дворах проживало 140 человек мужского и 135 женского пола. Само поселение образовалось на месте впадения реки Глушица в реку Иргиз.

## Население
| 2002    | 2008    | 2010    | 2011    | 2012    | 2013    | 2014    | 2015    | 2016    |
| ------- | ------- | ------- | ------- | ------- | ------- | ------- | ------- | ------- |
| 21 626  | ↘20 595 | ↘20 477 | ↘20 399 | ↘20 081 | ↘19 814 | ↘19 582 | ↘19 285 | ↘18 992 |
| 2017    | 2018    | 2019    | 2020    | 2021    |         |         |         |         |
| ↘18 774 | ↘18 503 | ↘18 157 | ↘18 081 | ↗18 260 |         |         |         |         |

### Национальный состав
Перепись 1989 года показала в районе 972 башкира, которые проживают в основном в Таш-Кустьяново (Ташбулат) и Муратшино (Моратша).

## Муниципально-территориальное устройство
В муниципальный район Большеглушицкий входят 8 муниципальных образований со статусом сельского поселения::
| № | Муниципальное образование             | Административный центр  | Количество населённых пунктов | Население | Площадь, км2 |
| - | ------------------------------------- | ----------------------- | ----------------------------- | --------- | ------------ |
| 1 | сельское поселение Александровка      | село Александровка      | 3                             | ↘1145     | 303,95       |
| 2 | сельское поселение Большая Глушица    | село Большая Глушица    | 3                             | ↗10 102   | 608,70       |
| 3 | сельское поселение Большая Дергуновка | село Большая Дергуновка | 3                             | ↘533      | 153,23       |
| 4 | сельское поселение Малая Глушица      | село Малая Глушица      | 4                             | ↘1068     | 188,14       |
| 5 | сельское поселение Мокша              | село Мокша              | 4                             | ↘686      | 246,45       |
| 6 | сельское поселение Новопавловка       | село Новопавловка       | 2                             | ↗1515     | 196,07       |
| 7 | сельское поселение Фрунзенское        | посёлок Фрунзенский     | 6                             | ↘1859     | 430,56       |
| 8 | сельское поселение Южное              | посёлок Южный           | 8                             | ↗1352     | 416,10       |

### Населённые пункты
В Большеглушицком районе 33 населённых пункта.
| №  | Населённый пункт   | Тип     | Население | Муниципальное образование             |
| -- | ------------------ | ------- | --------- | ------------------------------------- |
| 1  | Александровка      | село    | 1258      | сельское поселение Александровка      |
| 2  | Березовка          | село    | 84        | сельское поселение Большая Дергуновка |
| 3  | Большая Глушица    | село    | ↘9583     | сельское поселение Большая Глушица    |
| 4  | Большая Дергуновка | село    | 656       | сельское поселение Большая Дергуновка |
| 5  | Большой Иргиз      | посёлок | 18        | сельское поселение Малая Глушица      |
| 6  | Бугринка           | посёлок | 40        | сельское поселение Южное              |
| 7  | Верхнедольск       | посёлок | 118       | сельское поселение Фрунзенское        |
| 8  | Гай                | посёлок | 13        | сельское поселение Малая Глушица      |
| 9  | Каменнодольск      | посёлок | 0         | сельское поселение Южное              |
| 10 | Каралык            | село    | 352       | сельское поселение Фрунзенское        |
| 11 | Кобзевка           | посёлок | 459       | сельское поселение Большая Глушица    |
| 12 | Коммунар           | посёлок | 85        | сельское поселение Мокша              |
| 13 | Константиновка     | село    | 706       | сельское поселение Малая Глушица      |
| 14 | Кочевной           | посёлок | 92        | сельское поселение Южное              |
| 15 | Ледяйка            | посёлок | 271       | сельское поселение Мокша              |
| 16 | Малая Вязовка      | посёлок | 161       | сельское поселение Александровка      |
| 17 | Малая Глушица      | село    | 638       | сельское поселение Малая Глушица      |
| 18 | Малороссийский     | посёлок | 195       | сельское поселение Южное              |
| 19 | Малый Каралык      | посёлок | 307       | сельское поселение Фрунзенское        |
| 20 | Мокша              | село    | 662       | сельское поселение Мокша              |
| 21 | Морец              | посёлок | 14        | сельское поселение Большая Глушица    |
| 22 | Морша              | село    | 606       | сельское поселение Фрунзенское        |
| 23 | Муратшино          | село    | 226       | сельское поселение Южное              |
| 24 | Новопавловка       | село    | 970       | сельское поселение Новопавловка       |
| 25 | Озерск             | посёлок | 230       | сельское поселение Фрунзенское        |
| 26 | Пробуждение        | посёлок | 13        | сельское поселение Большая Дергуновка |
| 27 | Рязанский          | посёлок | 40        | сельское поселение Южное              |
| 28 | Среднедольск       | посёлок | 88        | сельское поселение Александровка      |
| 29 | Степной            | посёлок | 22        | сельское поселение Мокша              |
| 30 | Тамбовка           | село    | 737       | сельское поселение Новопавловка       |
| 31 | Таш-Кустьяново     | село    | 185       | сельское поселение Южное              |
| 32 | Фрунзенский        | посёлок | 599       | сельское поселение Фрунзенское        |
| 33 | Южный              | посёлок | 965       | сельское поселение Южное              |

## Экономика
Муниципальный район Большеглушицкий — узкоспециализированный приграничный район южной сельскохозяйственной зоны области. На его территории зарегистрировано 275 организаций, в том числе 1 — по добыче полезных ископаемых, 20 — обрабатывающих производств, 2 — по производству электроэнергии, газа и воды, 64 —  сельского хозяйства, охоты и лесного хозяйства. В районе функционируют 57 малых предприятий.
Основное направление специализации сельскохозяйственного производства — зерновое. Площадь сельскохозяйственных угодий составляет 235,3 тыс. гектар. В районе зарегистрировано 13 крупных сельскохозяйственных предприятий и 117 крестьянских (фермерских) хозяйств. В структуре валовой продукции сельского хозяйства 41,5 % составляет растениеводство, 58,5 % — животноводство.
Промышленность в районе представлена ОАО «Ремтехсервис», предприятиями по переработке зерна: ЗАО «Партнёр», хлебозаводом. На территории района ведётся активная добыча нефти.

## Здравоохранение
Большеглушицкий район обслуживает ГБУЗ Самарской области "Большеглушицкая центральная районная больница".

## Транспорт
На территории района в 2014 году количество зарегистрированного
автотранспорта составило 6,55 тыс. единиц.

## Культура
На территории района зарегистрировано более 10 православных организаций, образующих между собою Большеглушицкое благочиние Самарской и Сызранской епархии Русской Православной Церкви Московского Патриархата: в районном центре Большая Глушица: срубовой храм Михаила Архангела, построенный в стиле русского зодчества в 2006 году, и Троицкая церковь, построенная в 1976 году вместо сгоревшей в 1975 году; в с. Тамбовка — Казанский храм; строящаяся Покровская церковь в с. Александровка; восстанавливающийся Дмитриевский храм в пос. Фрунзенский, и некоторые другие.
В селе Ташкустьяново была воссоздана мечеть с историей более ста лет.
Из Большеглушицкого района родом башкирские писатели — Губай и Габбас Давлетшины (из Таш-Кустьяново).
Муниципальный район Большеглушицкий располагает ресурсами для развития познавательного (памятники истории и культуры), научно-просветительского и коммерческо-делового туризма.
В районном центре с. Большая Глушица открыт муниципальный историко-краеведческий музей. Экспозиция музея имеет разделы: древности родной земли (палеонтологические и археологические комплексы), животный мир, крестьянский быт и хозяйство, Гражданская и Великая Отечественная война, социокультурное развитие района на современном этапе.
В районе расположено несколько памятников природы регионального значения:
- Истоки реки Каралык — водный памятник природы, находится северо-восточнее п. Каменнодольск. Из глубокого оврага вытекает несколько ручьёв родникового происхождения, образующих речку Каралык, основной приток реки Большой Иргиз в её верхнем течении.
- Колок Дубовенький. Расположен в 4-х км от с. Дёргуновка. Два лесных массива в вершинах отрогов Попова оврага. Произрастает дуб порослевого и семенного происхождения.
- Попов сад — ботанический памятник природы, расположенный юго-восточнее п. Каменнодольск. На восточном склоне обширной балки — зелёный оазис с наличием редких для этих мест пород деревьев: дуб, клён, берёза, ива. Из склона вытекает родник.
- Фрунзенско-Каралыкская лесная полоса — ботанический памятник природы, находится около посёлка Фрунзенский и относится к землям Большеглушицкого лесхоза. Ширина лесополосы — 100 м. Это по существу — зелёный щит на пути суховеев.

## Известные люди
- Габбас Давлетшин (1892—1937) — башкирский языковед, один из основоположников современного башкирского языкознания, член БашЦИКа (из Таш-Кустьяново)
- Губай Давлетшин (1893—1938) — башкирский писатель, государственный и общественный деятель (из Таш-Кустьяново)